# 堀口文昭
堀口 文昭（ほりぐち ふみあき、1952年〈昭和27年〉2月3日 - ）は、日本の政治家。元京都府八幡市長（3期）。
娘はアニメーター・イラストレーターの堀口悠紀子。息子はイラストレーターのBUNBUN。いずれも同市出身。

## 来歴
祖父が旧・八幡町の助役、父が八幡市議という家系の家で、当時の綴喜郡八幡町（現在の八幡市）に生まれる。1964年　(昭和39年) 3月、八幡町立有智郷小学校(現八幡市立有都小学校)1970年（昭和45年）3月、同志社香里中学校・高等学校卒業。同志社大学法学部卒業。1974年（昭和49年）、旧・八幡町に就職。1977年（昭和52年）11月1日、八幡町は市制を施行し八幡市となる。2010年（平成22年）7月、八幡市副市長に就任。
明田功八幡市長は健康上の理由により1期で退任することを表明。2012年（平成24年）2月12日に行われた市長選挙に自民党・公明党の推薦を受けて無所属で立候補。民主党・社民党の推薦と日本共産党の支持を受けた八幡市議の長村善平を破り、初当選した（堀口：13,076票、長村：11,155票）。投票率は41.29％だった。2月27日、市長就任。
2016年（平成28年）2月14日に行われた市長選挙で自由・公明・民主の推薦を受け13,538票を獲得し新人2人を退け再選する。
2020年（令和2年）2月16日に行われた市長選挙で、共産党推薦の新人を大差で破り、11,852票を獲得し3期目の当選を果たした。
2023年（令和5年）8月25日、2024年2月の任期満了を待たずに10月で市長を退任する考えを表明した。 記者会見で堀口は理由について、任期満了の来年2月に退任した場合、翌年度の当初予算編成に一部しか関与することができず「円滑な市政運営が図れない」と説明。また議会で上下水道管理者の設置に関する条例改正案が否決されたことを踏まえ、「議会との共存を図ることができなければ（市政）運営ができない」などとし、退任を決断したと明かした。表明通り同年10月31日に辞職した。
2024年（令和6年）11月の秋の叙勲において、旭日小綬章を受章した。